# Archive of European Integration
Das Archive of European Integration (AEI) ist ein elektronisches Archiv für Forschungsmaterialien zu Themen der Europäischen Integration und Einigung. Es wurde 2003 gegründet.
Aktuell (November 2019) beinhaltet es über 11000 frei verfügbare Dokumente – sowohl wissenschaftliche Forschungspapiere als auch offizielle Dokumente der Europäischen Gemeinschaft(en)/Europäischen Union. Das auf der Software EPrints basierende Archiv ist an der Universität Pittsburgh in Pennsylvania, USA angesiedelt. Es ist eine Kooperation zwischen der dortigen Universitätsbibliothek, dem European Union Center (EUC) und der European Union Studies Association (EUSA), sowie dem European Research Papers Archive (ERPA).
Es gibt auch eine erweiterte Suchmaschine namens AEIplus, die sowohl die Dokumente des AEI als auch des ERPA beinhaltet.